# Ixodes brumpti
Ixodes brumpti este o specie de căpușe din genul Ixodes, familia Ixodidae, descrisă de Morel în anul 1965.
Este endemică în Etiopia. Conform Catalogue of Life specia Ixodes brumpti nu are subspecii cunoscute.